# Peuples turciques
Pour les articles homonymes, voir Turcs.
 (août 2023).
Si vous disposez d'ouvrages ou d'articles de référence ou si vous connaissez des sites web de qualité traitant du thème abordé ici, merci de compléter l'article en donnant les références utiles à sa vérifiabilité et en les liant à la section « Notes et références ».
Les peuples turciques, anciennement appelés peuples turcs, sont un vaste groupe ethno-linguistique de peuples qui a pour particularité d'avoir comme langue originelle une langue de la famille des langues turciques.
De récentes preuves linguistiques, génétiques et archéologiques placent leur origine parmi les communautés agricoles du nord-est de la Chine d'où ces derniers migrent vers la Mongolie orientale au cours du VIIe millénaire av. J.-C., où ils adoptent un mode de vie pastoral ,,,,.
Ils ne seraient devenus des nomades chevauchant (à cheval) qu'à la fin du IIe millénaire av. J.-C..
Durant les siècles qui suivent, l'Asie centrale semble s'être turquisée par une succession de vagues migratoires en provenance de Mongolie dont la première a débuté vers le IIe siècle av. J.-C. et fut conduite par ce qui semble être les Huns . Ces derniers ont sans doute linguistiquement et culturellement assimilé les populations indo-européennes autochtones (comme les Scythes, les Sogdiens ou les Tokhariens), laissant la voie à la diffusion des langues turques au sein de l'Eurasie.
Les peuples turciques actuels les plus notables sont les Azéris, les Iakoutes, les Kazakhs, les Kirghizes, les Ouïghours, les Ouzbeks, les Tatars, les Touvains, les Turcs et les Turkmènes.

## Étymologie

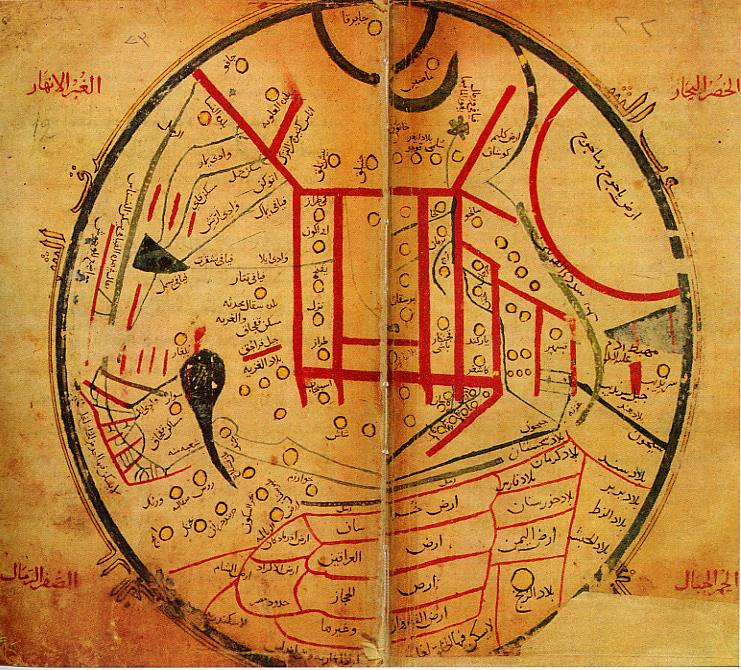
Carte du Dīwān Lughāt al-Turk de Kashgari, montrant la dispersion des tribus turques.

Le nom Türk est dérivé du vieux turc 𐱅𐰇𐰼𐰰 Türük/Törük  pouvant signifier « créé, né » ou « fort » . Il est aujourd'hui généralement accepté que le nom est ultimement dérivé de la racine *türi-/töri- « ancêtre (mythique), racine tribale, naître, apparaître, surgir » suivi du suffixe -ik (𐰰), du proto-turc *türi-k « lignée, ancêtre »,.
La plus ancienne mention du terme Türk (vieux turc 𐱅𐰇𐰼𐰰 Türük ou 𐱅𐰇𐰼𐰰:𐰜𐰇𐰛 Kök Türük, chinois 突厥, pinyin: Tūjué < chinois médiéval *tɦut-kyat < *dwət-kuɑt, tibétain ancien drugu),,, ne s'appliquait qu'à un seul groupe turcique, les Göktürks , également mentionnés sous le nom de türüg ~ török dans les inscriptions de Hüis Tolgoi du VIIe siècle,,. Les textes chinois du Livre de Zhou (VIIe siècle) mentionnaient les peuples turciques (Göktürk) comme « une race particulière des Hiong-Nou », et considéraient qu'ils tiraient leur nom du mot « fer » dans leur langue natale .
Une lettre de l’Empereur de Chine Sui Wendi au khan köktürk Isbara l’identifie comme le « grand khan turc » en 585 ,. Les stèles de Bugut et de l'Orkhon, dans l'actuelle Mongolie, font usage des termes Türküt, Türk et Türük.
L'anglais comme le français, utilise respectivement « Turkish » pour désigner les Turcs et « Turkic » pour désigner l'ensemble des peuples turciques. L'expression « peuples turcs » est utilisée en français jusqu'à la fin du XXe siècle, à partir de quoi elle est remplacée par l'expression « peuples turciques » dans la littérature universitaire et scientifique,,,,,.

## Histoire

### Origines

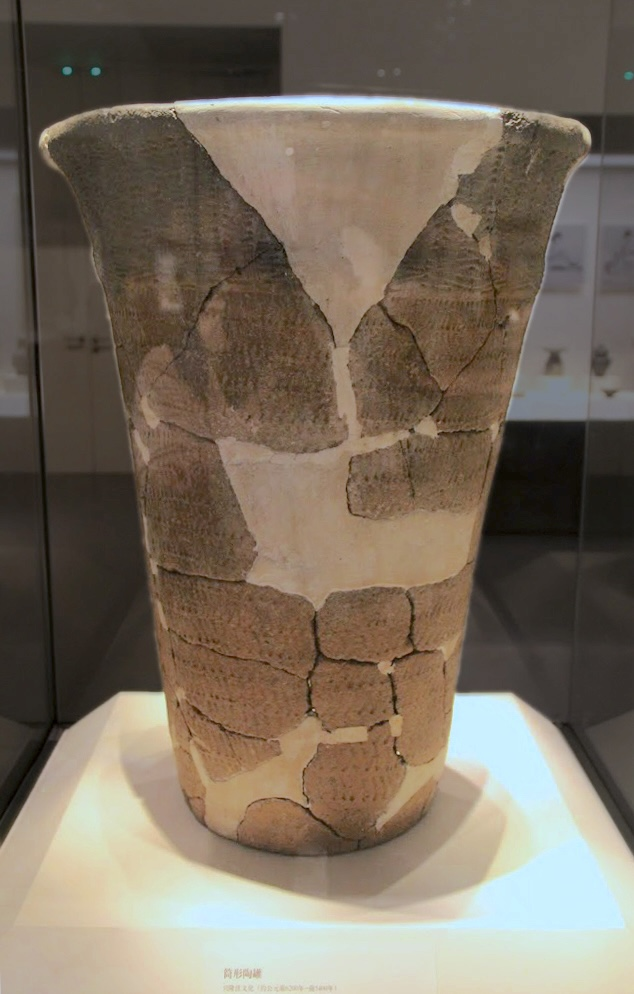
Jarre en terre cuite issue de la culture néolithique de Xinglongwa.

L'origine des peuples turciques est longtemps sujette à de nombreux débats, une apparition entre la steppe transcaspienne en Asie centrale et la Mandchourie en Asie de l'Est (incluant les monts Altaï) ayant souvent été suggérée.
D'après Robbeets, les Turciques descendent de communautés sédentaires transeurasiennes du bassin du fleuve Liao, dans l'actuel nord-est de la Chine, où ils pratiquent l'agriculture et la fabrication de produits textiles. Ces communautés correspondraient aux cultures de Xinglongwa et de Hongshan,.
Cette hypothèse se révèle cohérente avec les données linguistiques, génétiques et archéologiques, et est soutenue par de nombreuses études récentes,,.
Le refroidissement et la désertification de la région autour de l'an 6800 av. J.-C. entraîneraient la migration des proto-turciques (ou de leurs ancêtres directs) vers la Mongolie actuelle où les contraintes environnementales les auraient plus tard poussé à adopter un mode de vie de pasteur. Ils ne seraient devenus des cavaliers nomades qu'au cours de la fin du Ve millénaire av. J.-C..
Si l'origine ancestrale du peuple et de la langue proto-turcique est connue, le lieu et la date exactes d'apparition restent encore flous : les résultats des analyses phylogénétiques bayesiennes de Robbeets et Bouckaert en 2018 donnent une date approximative de 7200 av. J.-C.
D'après l'étude de ces derniers, la langue proto-turcique serait divisée en deux phases : le proto-turcique précoce dont l'économie de subsistance de ses locuteurs était probablement basé sur un mélange entre l'agriculture et la chasse-cueillette; et le proto-turcique tardif qui se caractérise par le développement d'un vocabulaire extensif lié aux champs lexicaux du nomadisme et du pastoralisme — lorsque le nomadisme pastoral est devenu la base de la subsistance des proto-turciques. Cette transition de mode de vie aurait d'ailleurs permis par la même occasion des interactions culturelles et économiques avec les peuples indo-européens nomades d'Asie centrale et des emprunts lexicaux tirés de leurs langues, plus particulièrement des langues iraniennes orientales . Les auteurs indiquent également que la présence d'un mot pour désigner une très grande surface d'eau (probablement la mer) et d'un vocabulaire de base relatif à l'agriculture soutiennent une origine ultime au nord-est de la Chine, non loin des côtes maritimes (sans doute de la mer Jaune).
Les plus anciens peuples turciques identifiables sont les Dingling (丁零), les Gekun (鬲昆) et les Xueyantuo (薛延陀),.

### Antiquité

#### Xiongnu (IIIesiècleav. J.-C.-Iersiècle)

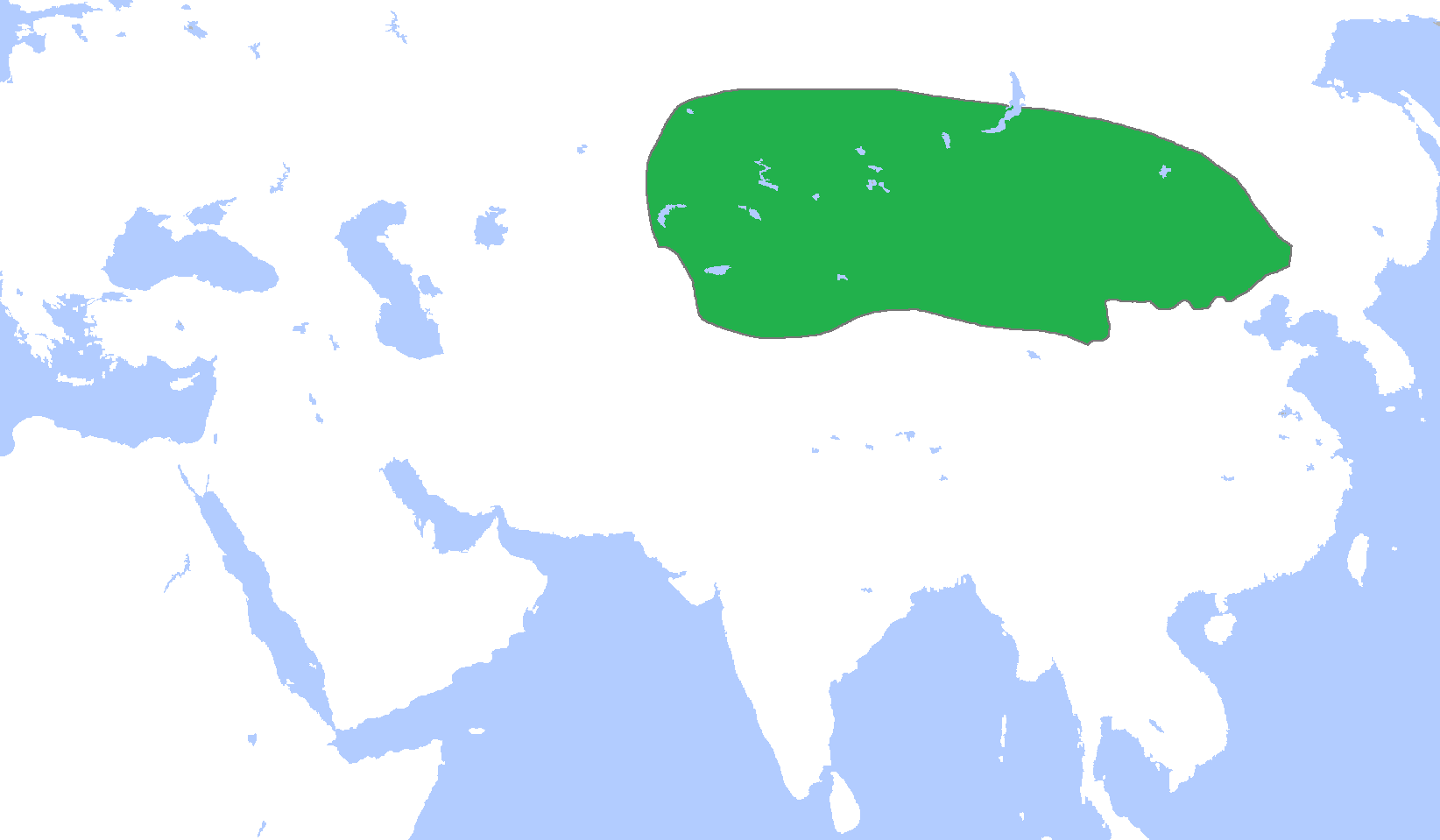
Territoire contrôlé par les Xiongnu vers l'an -250.

Les Xiongnu sont une confédération nomade mentionnée dans les sources chinoises pour la première fois au IIIe siècle av. J.-C., fondée par Touman (ou son fils Modu). Chaque dirigeant portait le titre de « Chanyu ».
Ils étaient constamment en conflit contre la Chine.
Aujourd'hui, il est communément admis qu'ils étaient au moins en grande partie turciques et locuteurs d'une langue turcique,,,,.
Une étude publiée en 2018 dans la revue Nature parvient à cette même conclusion et supporte l'idée que le proto-turc ait pu être la langue majoritaire des groupes Xiongnu .
L'écriture Xiongnu, plus vieille que l'alphabet turc de l'Orkhon, semble avoir donné naissance à ce dernier, suggérant un lien de parenté.

#### Huns (IVesiècle-VIesiècle)

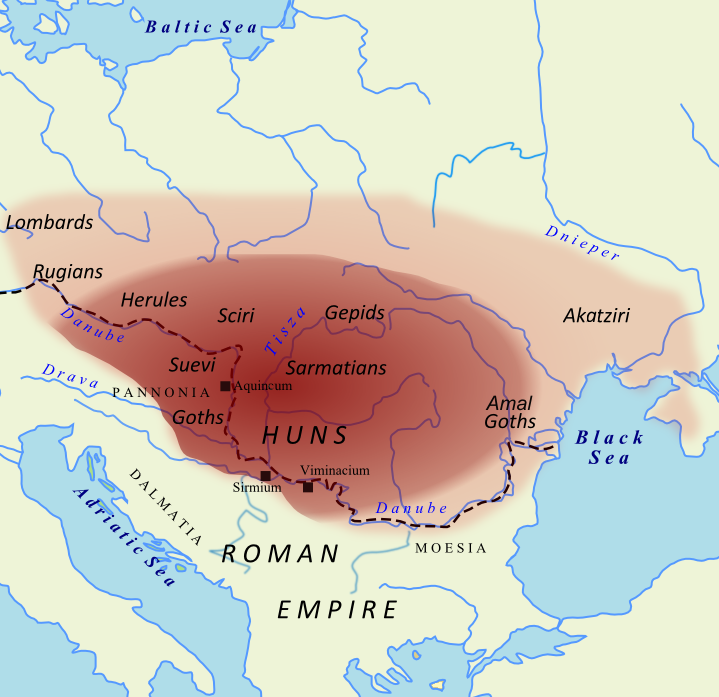
L'Empire hunnique vers l'an 450.

Certaines tribus Xiongnu commencent à s'étendre vers l'ouest dès le IIe siècle av. J.-C., se mélangeant aux Scythes et faisant progressivement disparaître la culture et la langue de ces derniers . Ces évènements font basculer l'Asie centrale d'une région dominée par des locuteurs indo-européens d'ascendance ouest-eurasienne à une région turcophone et d'ascendance principalement est-asiatique,,.
À partir du Ve siècle, environ trois siècles après la désintégration de l'empire des Xiongnu, Attila dirige la confédération hunnique, il conquiert et envahit une grande partie de l'Europe.
Beaucoup des noms utilisés par les Huns semblent être d'étymologie turcique,.

### Période médiévale jusqu'à nos jours

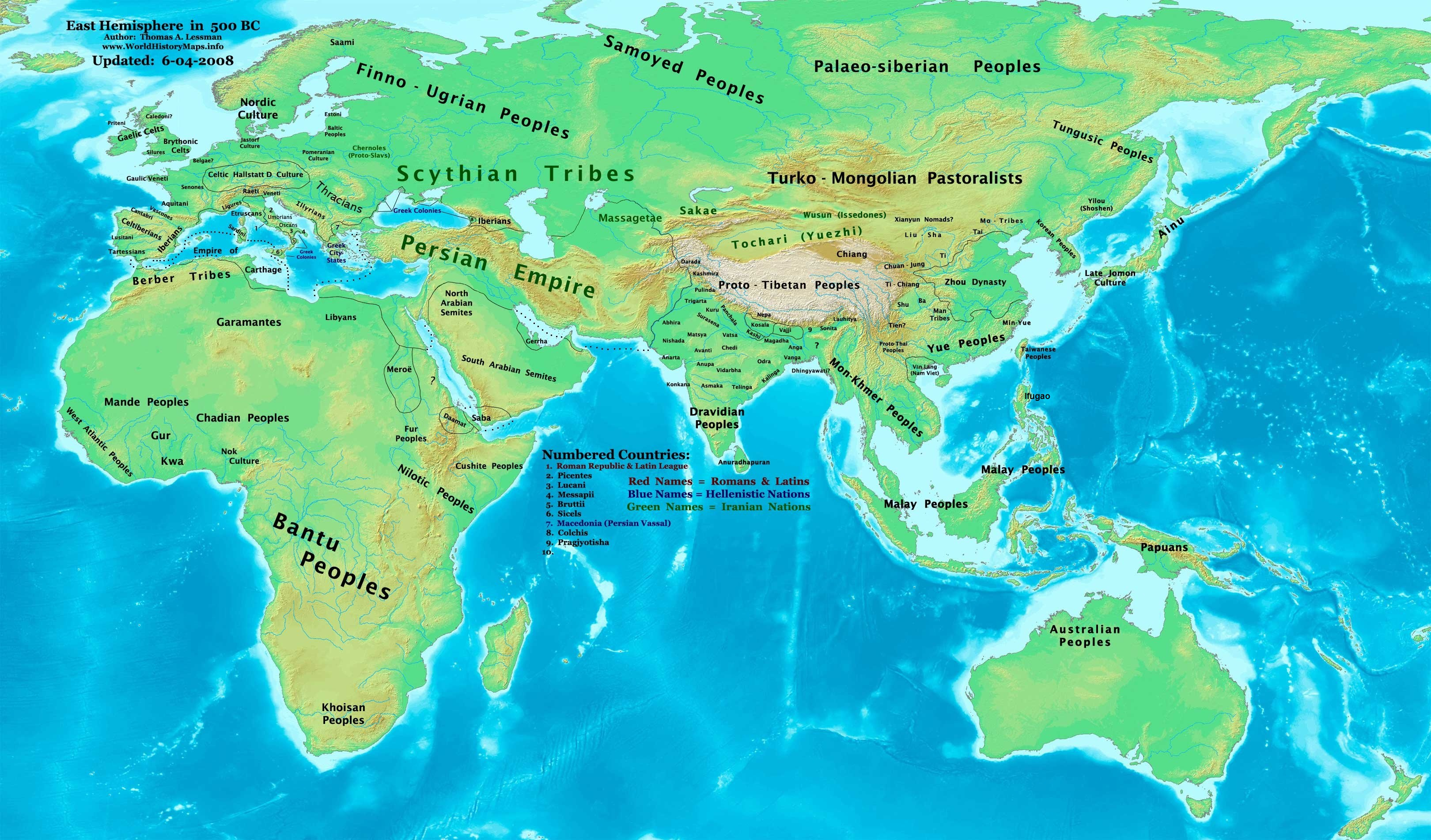
Hémisphère est vers -500.

#### Expansion du monde turcique (VIesiècle-XIIIesiècle)

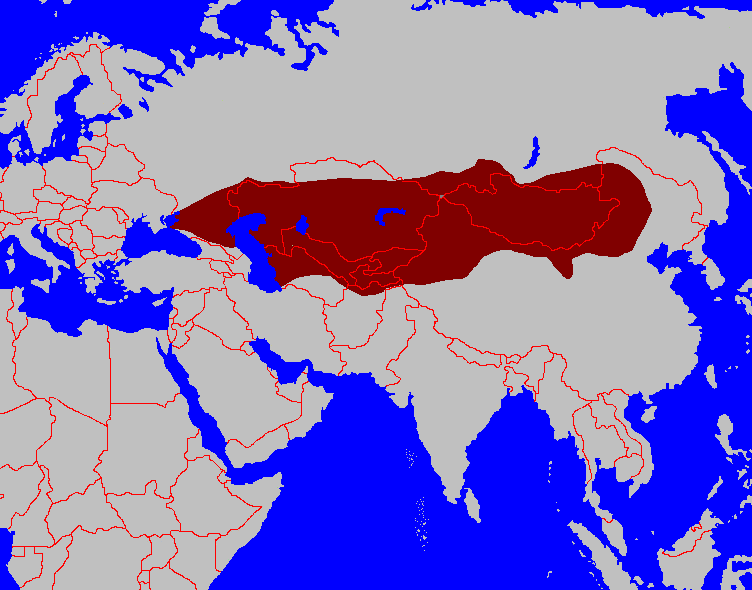
Les Göktürks en 600 apr. J.-C.

Le premier État à avoir porté le nom « turc » est celui des Köktürks (ou Göktürk) au VIe siècle.
Parmi les peuples turciques postérieurs, on notera les Karlouks (VIIIe siècle), les Ouïghours, les Kirghizes, les Oghouzes et les Turkmènes. C'est pendant la formation de leurs États que ces peuples sont entrés en contact avec le monde musulman et ont progressivement adopté l'islam. Il subsiste cependant des populations turciques appartenant à d'autres religions, notamment le christianisme, le judaïsme (cf. Khazars), le bouddhisme, et le zoroastrisme.
À partir du Xe siècle, les soldats turciques des califes abbassides s'imposent en dirigeants du Moyen-Orient musulman, à l'exception de la Syrie et de l'Égypte. Les Turciques oghouzes et d'autres tribus s'emparent du contrôle de diverses régions sous l'égide de la dynastie seldjoukide, s'appropriant plus tard les territoires abbassides et byzantins.
Simultanément, les Kirghizes et Ouïghours se battaient entre eux et contre le puissant empire de Chine. Enfin, les Kirghizes s'installèrent définitivement dans la région aujourd'hui appelée Kirghizistan. Les Tatars s'installèrent quant à eux dans le bassin de la Volga, évinçant du pouvoir local les Proto-Bulgares de la Volga. Cette région, qui s'appelle aujourd'hui Tatarstan, est une république autonome de la fédération de Russie ; ses grandes villes, notamment Kazan, sont dotées d'une ou plusieurs mosquées, les Tatars étant traditionnellement musulmans.

#### Des Ottomans à aujourd'hui (XIIIesiècle-XXIesiècle)
À la suite de la grande invasion mongole du XIIIe siècle, l'empire seljoukide est sur le déclin et c'est sur cette base qu'émerge l'Empire ottoman, sans doute le plus connu des empires turciques, pour la richesse de son histoire et sa durée, occupant finalement des régions allant des Balkans à l'Irak et du sud de la Russie à l'Afrique du Nord. Simultanément, d'autres groupes turciques fondèrent des états de moindre envergure, comme les Safavides d'Iran et l'Empire moghol au nord de l'Inde. Des guerres successives contre la Russie et l'Autriche-Hongrie, ainsi que la montée du nationalisme dans les Balkans seront les causes principales du déclin de l'Empire ottoman ; sa chute définitive survient à l'issue de la Première Guerre mondiale et donne naissance à l'état actuel de Turquie.
Quoi qu'il en soit, les ressemblances entre les diverses langues turques contemporaines semblent indiquer que l'éclatement initial du noyau géographique originel turc est un phénomène relativement récent, sauf en ce qui concerne les Tchouvaches et les Iakoutes.

## Distribution géographique et divisions
Actuellement, l'ethnie turque la plus dense réside en Turquie. Les autres groupes turcs importants se trouvent en Azerbaïdjan, à Chypre, en Iran, au Kazakhstan, au Kirghizistan, en Russie, au Turkménistan et en Ouzbékistan. On en trouve aussi en Crimée, au Xinjiang (appelé le Turkestan chinois), au nord de l'Irak, en Afghanistan, en Moldavie, en Gagaouzie, en Allemagne, en Pologne, en Ukraine, en Hongrie, en Roumanie, en Grèce, en Bulgarie et en ex-Yougoslavie ; les quatre derniers faisant partie des Balkans. En revanche, il est difficile de séparer précisément les différentes ethnies turques. En voici une liste non exhaustive ; entre parenthèses, leur situation géographique :
- Altaïens (Russie)
- Azéris (Azerbaïdjan et Iran)
- Bachkirs (1 370 000 en Russie)
- Balkars (Russie, Caucase du Nord)
- Coumans (Hongrie)
- Gagaouzes (Moldavie et Ukraine)
- Iakoutes (300 000 en république de Iakoutie, Sibérie)
- Kachkaïs (Iran)
- Karakalpaks (en Ouzbékistan, république autonome de Karakalpakie, au sud de la mer d'Aral)
- Karapapaks (en) (Caucase, Turquie orientale)
- Karatchaïs (Russie, Caucase du Nord)
- Kazakhs (Kazakhstan, Ouzbékistan, Xinjiang (Chine), ouest de la Mongolie)
- Khakasses (en Khakassie (Russie))
- Khorassanis (Iran)
- Kirghizes (Kirghizistan)
- Koumyks (Caucase, Daghestan)
- Nogaïs (Caucase, Daghestan)
- Ouïgours (Turkestan oriental Xinjiang (Chine))
- Ouzbeks (Ouzbékistan)
- Petchénègues (Hongrie)
- Qizilbash (Turquie, Iran)
- Tatars (6 320 000 en Russie en 1979)
- Tatars de Crimée
- Tchouvaches (1 750 000 en Russie en 1979)
- Touvains (Touva, au sud de la Sibérie, à la frontière avec la Mongolie)
- Turkmènes (Turkménistan, Afghanistan, Iran), ex-Turcomans
- Turkmènes d'Irak
- Turkmènes de Syrie
- Turcs d'Anatolie (Turquie, Chypre du Nord, Europe, Grèce, Bulgarie, Macédoine)

Les groupes ethniques ci-dessus sont classés en six branches : Oghouzes, Kipchaks, Karlouks, Sibériens, Tchouvaches.
Un des principaux obstacles que l'on rencontre lorsqu'on essaie de classer les divers dialectes, langues, peuplades et groupes ethniques turcs est l'effet qu'ont eu l'Union soviétique et la politique stalinienne sur les nationalités. Les modifications de frontières existantes et les déportations massives ont eu des impacts considérables sur des régions traditionnellement diversifiées au niveau ethnique. De ce fait, le classement ci-dessus n'est en aucune manière considéré comme vérité absolue, tant au niveau global que dans le détail. À cela s'ajoutent des éléments relativement nouveaux dus à l'évolution de la situation géopolitique des pays de l'ex-bloc communiste à la suite de la chute de ce dernier, comme l'émergence d'un esprit nationaliste dans les républiques d'Asie centrale.[réf. nécessaire]

## Anthropologie et linguistique
L'anthropologue racialiste Adolphe Bloch propose en 1915 de catégoriser les peuples turciques en deux types (le type blanc et le type jaune) apparentés et exclut l'idée d'un métissage. Les Turcs primitifs seraient de la variété de la race jaune asiatique qui ensuite a évolué pour acquérir d'autres caractères anthropologiques [...] en passant de la vie nomade à la vie sédentaire. Il s'agit d'une transposition d'une théorie définie en 1901 selon laquelle une race de couleur peut se transformer en race blanche sans l'intermédiaire d'aucun mélange, cette transformation passant par la sédentarisation et par un développement « civilisationnel ». Cette transition d'un type noir ou jaune vers un type blanc a été également envisagée chez les populations khazares et chez les Huns. Pour Adolphe Bloch, les Turcs noirs sont les Kara-kirghizes et les Turcs blancs sont les Osmanlis. Cette distinction se base sur des critères physiologiques tels que l'indice céphalométrique, la pilosité ou la couleur des yeux et des cheveux. Cette approche racialiste et suprémaciste n'a plus de validité scientifique depuis le milieu du XXe siècle.
Les peuples turcs sont d'apparence physique variée. La majorité de ceux d'Europe orientale, de Turquie et du Caucase sont de type caucasien ou oriental, avec le teint et les yeux sombres, des cheveux noirs, mais on trouve aussi des blonds, châtains ou roux issus de métissage avec des Européens (notamment slaves) qui étaient convoyés vers l'Empire Ottoman comme esclaves (les janissaires), tandis que ceux originaires de la région méditerranéenne ou de l'Anatolie orientale ont plus souvent des yeux bruns, des cheveux bruns/noirs et la peau mate. Enfin, les peuples turcs d'Asie centrale — Ouzbeks, Kazakhs, Hazaras, Turkmènes, Kirghizes, Tatars, Ouïghours, etc. — sont de type mongoloïde qui sont les Turcs originaux, non métissés.[réf. nécessaire]
Les linguistes considèrent que les langues turques, mongoles et toungouses forment une famille dite « altaïque ». Elles possèdent beaucoup de points communs, comme l'harmonie vocalique : les voyelles sont partagées en deux groupes et chaque mot ne peut contenir que des voyelles d'un seul groupe. Ce sont des langues agglutinantes : les mots ne peuvent être dérivés que par adjonction de suffixes. Il n'existe pas de préfixe ou d'infixe comme dans les langues indo-européennes. Ces langues possèdent en revanche peu de vocabulaire en commun, ce qui peut faire douter qu'elles soient d'origine commune. Leurs ressemblances peuvent, en partie, s'expliquer par un long voisinage de leurs locuteurs.
La famille ouralo-altaïque comprend également les langues finno-ougriennes, langues parlées par les Hongrois, les Finnois, les Estoniens, ainsi que par les Samoyèdes de Sibérie.
Les Turciques possèdent des points communs avec les peuples sibériens, comme la pratique du chamanisme. C'est en Sibérie que cette religion se trouve sous sa forme la plus pure. Elle est d'ailleurs la religion exclusive des peuples sibériens. Le mythe du loup ancêtre est commun aux Turcs, aux Mongols, aux habitants de la Sibérie et de l'Amérique du Nord. Ces similitudes n'ont rien d'étonnant, puisque ces derniers sont originaires de Sibérie.[réf. nécessaire]
Les Turciques ont d'autres points communs cette fois avec les anciens Mongols. Leur principale divinité était le dieu du ciel, appelé Tengri par les Turciques et Tängär par les Mongols. Il avait pour compagne la déesse de la fécondité appelée Umay, commune aux Turciques et aux Mongols. Ces deux peuples utilisaient le terme turc de khan pour désigner leurs rois, et de khagan qui est un titre équivalent à un empereur. Ils ont eu un mode de vie nomade, utilisant la yourte comme habitation. Ces similitudes témoignent d'une période de coexistence des Turciques et des Mongols, durant laquelle les deux peuples se sont mutuellement influencés.
Durant leur expansion vers l'ouest, les Turcs se sont mêlés aux Scythes, qui habitaient de l'Asie centrale à la Pannonie. C'est la raison pour laquelle il est difficile de définir une ethnie turque pure. Par exemple, en arrivant dans le bassin du Tarim, les Ouïghours se sont métissés avec les anciens habitants de cette région, les Tokhariens.[réf. nécessaire]

## Religions et croyances
Dans l'ensemble, les peuples turciques sont musulmans sunnites. Cependant, de nombreuses personnes en Turquie orientale sont alévis, et la majorité des peuples turciques d'Iran et d'Azerbaïdjan (Azéris) sont musulmans chiites.
Les Tchouvaches et les Iakoutes de Russie et aussi les Gagaouzes de Moldavie, les Petchénègues et Coumans de Hongrie sont chrétiens orthodoxes ou catholiques.
Certains groupes ethniques ont même conservés leurs traditions chamanistes, tandis que la majorité ont adopté l'Islam dès le VIIIe siècle. On les trouve principalement dans les régions et républiques autonomes de Russie voisines du massif de l'Altaï, en Khakassie et à Touva, à la frontière mongole.
Enfin, on trouve quelques groupes turciques bouddhistes, juifs, zoroastriens et baha'is.
Les turciques d'Asie centrale pensaient qu'il fallait faire, pendant que la lune croit, tout ce qui est lié à la prospérité et la croissance. Ils attendaient ainsi, par exemple, la nouvelle lune pour faire la guerre afin de faire croître leur territoire.

## «Monde turc» et «panturquisme»
Certains discours nationalistes font référence au « monde touranien », c'est-à-dire une grande région ou même un grand empire englobant tous les peuples turciques. Selon cette idée, cet empire irait du Turkestan à l'est jusqu'aux Balkans à l'ouest et de la Crimée au nord jusqu'au Proche-Orient au sud. Les Russes, les Chinois, les Iraniens et les Arabes sont hostiles à cette idéologie panturquiste et voient d'un mauvais œil un rapprochement entre les différents peuples turcs.
D'un autre côté, la plupart des musulmans considèrent les peuples turciques comme partie intégrante d'un « monde musulman » élargi, englobant l'Indonésie, le Pakistan, les pays arabes, les musulmans des Balkans, du Caucase, etc., et formant un ensemble intégré.

## Galerie

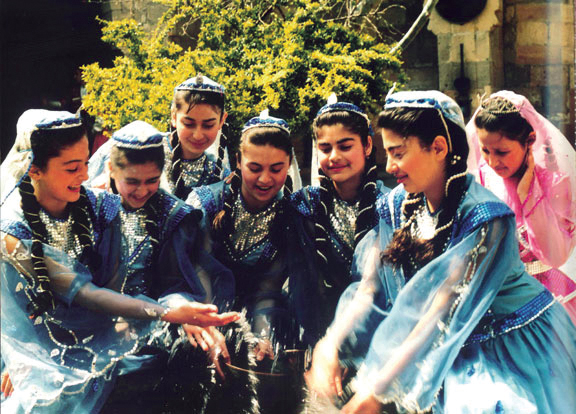
Des filles azéris
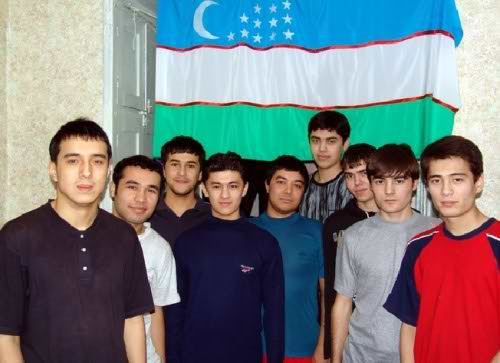
Des étudiants ouzbeks
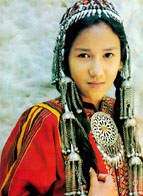
Fille turkmène
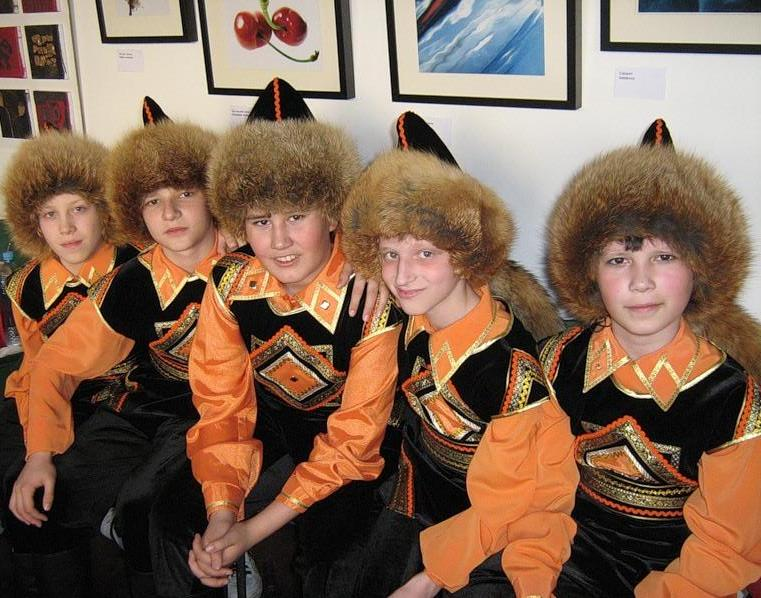
Bachkirs
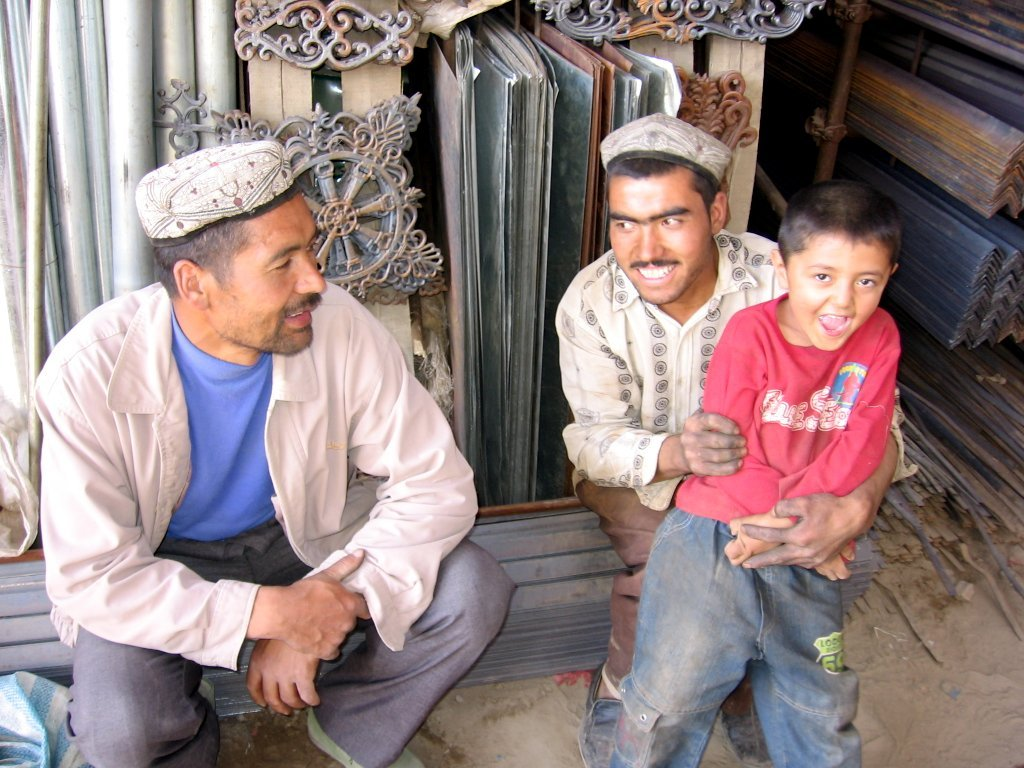
Ouïghours